# Ричардс, Дэвид (продюсер)
Дэвид Ричардс (англ. David Richards; 1956 — 20 декабря 2013) — британский музыкальный продюсер, звукоинженер и музыкант, известный своим многолетним сотрудничеством с группой Queen. Был ключевой фигурой в знаменитой студии Mountain Studios в Монтрё, Швейцария, принадлежащей Queen. На некоторых записях Ричардс также исполнял партии клавишных.

## Биография
Родившийся в 1956 году в музыкальной семье, он начал брать уроки игры на фортепиано в три года, а позже стал играть на клавишных в нескольких сессиях, над которыми работал. Его отец, Бобби Ричардс, оркестровал, аранжировал и дирижировал записями Дасти Спрингфилд и The Seekers, а также помогал Джону Барри в кино- и сценических проектах. Юный Дэвид вспоминал, как в возрасте семи лет его взяли в лондонскую студию и он наблюдал за работой отца. «Там был потрясающий звук, все эти ручки и парни в элегантной одежде, очень крутые, за пультом. Я понял, что это то, чем я хотел заниматься».
В подростковом возрасте он выигрывал чемпионаты по фигурному катанию, а когда редактировал саундтреки к своим выступлениям, у него развился талант к монтажу видеозаписей. Это сослужило ему хорошую службу, когда в 1973 году отец устроил его на работу в лондонскую студию Chappell Studios. Он помогал главному инженеру Джону Тимперли, включая запись Бинга Кросби с оркестром. В 1975 году Тимперли предложили поехать в Монтрё на открытие студии Mountain Studios, и он попросил Ричардса сопровождать его. «Я сказал, что поеду туда на шесть месяцев», — упоминал Ричардс. Но ему так понравилась его новая жизнь на Швейцарской Ривьере, что он поселился там со своей первой женой Колетт.
Самое современное и изысканное звуковое оборудование в Европе Mountain находилось в казино, которое было перестроено после пожара 1971 года, увековеченного Deep Purple в песне «Smoke on the Water». Ричардс был вовлечён в работу с первыми клиентами Mountain, The Rolling Stones, когда они записывали наложения для своего альбома Black And Blue 1976 года. Поскольку всё больше британских музыкантов записывались по налоговым соображениям, Mountain пригласили Led Zeppelin, Emerson, Lake & Palmer, Yes, Брайана Ферри и Smokie на Швейцарскую Ривьеру. Когда Тимперли ушёл, именно Ричардс стал главным инженером.
В 1978 году у него начались плодотворные и продолжительные отношения с Queen и Дэвидом Боуи, которые использовали Швейцарию в качестве своей основной базы почти два десятилетия. Ричардс спродюсировал «Lodger», последний из альбомов «Берлинской трилогии», записанных с Тони Висконти и Брайаном Ино, и помог ему с демозаписью Let’s Dance после того, как они встретились с гитаристом Стиви Рэем Воном на фестивале в Монтрё в 1982 году. Ричардс также работал над проектом Tin Machine и альбомом Black Tie White Noise 1992 года.
Впервые Queen отправились в студию Mountain Studios для работы над альбомом Jazz в 1978 году — в треке «Dead On Time» есть звуки грозы в Монтрё, записанной Ричардсом, — и им это так понравилось, что они купили помещение. Они по-прежнему время от времени записывались в других местах, позволяя другим артистам, таким как Крис Ри, с которым у них был общий менеджер Джим Бич, пользоваться студией. В период с 1983 по 1986 год Ри записал четыре альбома в Mountain, все они были спродюсированы Ричардсом, он же играл на различных инструментах.
Роль Ричардса для Queen возросла, поскольку группа скрывалась в Mountain Studios после того, как в 1987 году у Фредди Меркьюри обнаружили СПИД, но он решил сохранить болезнь в секрете. В течение следующих четырех лет, несмотря на ухудшение состояния здоровья Меркьюри, группа записала несколько песен, в том числе «I’m Going Slightly Mad» и «The Show Must Go On», которые приобрели особую остроту после его смерти. Ричардс сыграл решающую роль в завершении работы над альбомом Made in Heaven, собранным из последних вокальных треков Меркьюри. Брайан Мэй отмечал: «Дэвид был нашей опорой в те последние дни, когда мы знали, что Фредди близок к концу. Когда несколько месяцев спустя мы были близки к тому, чтобы собрать окончательные версии всех этих драгоценных фрагментов в треки, которые вошли в альбом „Made in Heaven“, мы снова вернулись к Монтре и Дэвиду. Вместе мы довели все до конца, отшлифовали и доработали миксы. Казалось, что музыка живет своей собственной жизнью».
В 1993 году Ричардс купил студию Mountain Studios у Queen и остался там, включая визит Майкла Джексона для работы над альбомом Blood On The Dancefloor: HIStory In The Mix в 1997 году. Однако в 2002 году он перенёс заведение в деревню Атталан, расположенную в пяти милях от Монтре. Бывшие помещения в горах в казино Montreux недавно были вновь открыты под названием Queen — The Studio Experience.
В дополнение к своей работе в Mountain Studios, Дэвид Ричардс в течение тридцати восьми лет записывал концерты джазового фестиваля в Монтрё, внося свой вклад в коллекцию аудиоархивов, внесенных в список всемирного наследия ЮНЕСКО.
В декабре 2013 года, за несколько дней до своей смерти, Дэвид Ричардс открыл точную копию своей легендарной студии в казино Монтрё.
Ричардс умер 20 декабря 2013 года в Атталане после долгой борьбы с неназванным заболеванием. У Ричардса остались дети Венди и Кристофер.

## Избранная дискография
Продюсер или сопродюсер:
- Роджер Тейлор — Strange Frontier (1984)
- Крис Ри — Shamrock Diaries (1985)
- Джимми Нейл — Take It or Leave It (1985; сингл: «Love Don't Live Here Anymore»)
- Фергал Шарки — Feargal Sharkey (1985; сингл: «Loving You»)
- Крис Ри — On the Beach (1986)
- Queen — A Kind of Magic (1986)
- Игги Поп — Blah Blah Blah (1986)
- Magnum — Vigilante (1986)
- Virginia Wolf — Virginia Wolf (1986)
- Дэвид Боуи — Never Let Me Down (1987)
- The Cross — Shove It (1988)
- Фредди Меркьюри и Монсеррат Кабалье — Barcelona (1988)
- Queen — The Miracle (1989)
- Queen — Innuendo (1991)
- Дэвид Боуи — The Buddha of Suburbia (1993)
- Дэвид Боуи — 1.Outside (1995)
- Queen — Made in Heaven (1995)
- William Fierro — UNO (2013; запись, микширование, мастеринг, аранжировки)

Другие:
- Yes — Going for the One (1977; ассистент звукоинженера)
- Queen — Live Killers (1979; ассистент звукоинженера)
- Роджер Тейлор — Fun in Space (1981)
- Queen — Live Magic (1986; запись, совместно с Райнхольдом Маком)
- Брайан Мэй — Back to the Light (1992; звукоинженер, запись, микширование: Driven by You, Last Horizon, Just One Life)
- Duran Duran — Duran Duran (1993; микширование)
- Duran Duran — Thank You (1995; микширование: Perfect Day)
- Брайан Мэй — Another World (1998; дополнительная запись: Why Don’t We Try Again; микширование: Another World)
- Samael — Eternal (1999; запись, микширование)
- Дэвид Боуи — Welcome to the Blackout (Live London ’78)